# Harpyia tokui
Harpyia tokui är en fjärilsart som beskrevs av Shigero Sugi 1977. Harpyia tokui ingår i släktet Harpyia och familjen tandspinnare. Inga underarter finns listade i Catalogue of Life.